# Музей кораблей викингов (Осло)

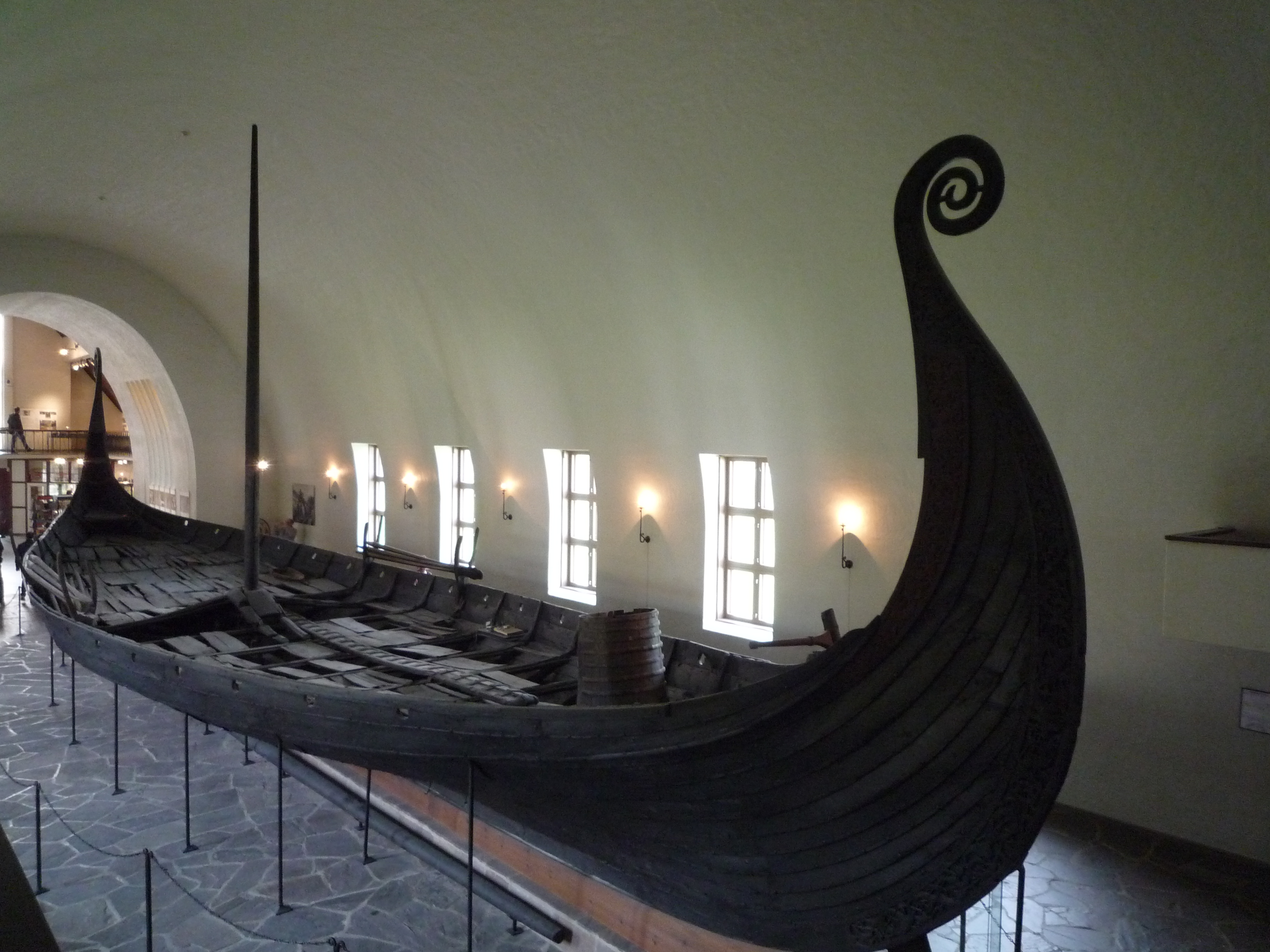
Осебергская ладья в Музее кораблей викингов

Музей кораблей викингов (норв. Vikingskipshuset) расположен на полуострове Бюгдё в пределах Осло, Является частью Музея истории культуры при Университете Осло и хранит археологические находки из Туне, Гокстад (Саннефьорд), Осеберга (Тёнсберг) и кладбища насыпи Борре.

## Достопримечательности
В нём с 1926 года выставлены знаменитые корабли викингов — Тюнский корабль, Гокстадский корабль и Осебергская ладья. Все они сделаны из дуба и использовались как погребальные. Самый известный из них — Гокстадский, построенный примерно в 800 н. э... Сохранившийся целиком, это крупнейший из известных погребальных кораблей. Кроме того в экспозиции эпохи викингов показаны санки, кровати, повозка, резьба по дереву, части палатки, ведра и другие предметы из захоронений.
У здания стоит памятник супругам Ингстад, доказавшим, что викинги посетили Северную Америку задолго до Христофора Колумба.

## История
В 1913 году шведский профессор Габриэль Густафсон предложил построить отдельное здание для находок эпохи викингов, которые были обнаружены в конце XIX и начале XX веков. Гокстадский и Осебергский корабль были сохранены во временных укрытиях в Университете Осло. Был проведён архитектурный конкурс, который выиграл Арнштайн Аренберг. Парламент Норвегии финансировал постройку зала для Осебергского корабля, и корабль был перенесён из укрытий университета в 1926 году. Залы для Гокстадского и Тюнского кораблей были завершены в 1932 году.
Строительство последнего зала было отложено, отчасти из-за Второй мировой войны, и этот зал был завершён в 1957 г. В нём располагаются большинство других находок, в основном из Осеберга.

## Перемещение кораблей
20 декабря 2000 г. Университет Осло поддержал предложение Исторического музея переместить корабли и все основные предметы предлагаемого нового музея в Бьорвика, Осло. Предложение вызвало много дебатов как в музее и археологическом сообществе, так и в средствах массовой информации. Противники переезда высказали опасения, что корабли слишком хрупки, и что они не переживут движение неповреждёнными, в то время как сторонники утверждали, что гораздо более рискованно оставить корабли в своём текущем местоположении из-за опасности пожара и скученности. Оценка риска была проведена на одной стороне Осебергского корабля, было решено, что перемещение должно пройти без нанесения серьёзного ущерба находкам

## Новое здание в Бюгдё
В 2015 году министерство разрешило управлению общественного строительства и собственности Норвегии объявить конкурс на расширение существующих сооружений в Бюгдё. 12 апреля 2016 победителем архитектурного конкурса была объявлена датская фирма Aart Architects с предложением «NAUST».
Музей предлагает на продажу точную копию Гокстадского корабля.
В 1969 году аналогичный музей открылся в датском Роскилле.